# Pseudorhynchostegiella duriaei
Pseudorhynchostegiella duriaei là một loài Rêu trong họ Brachytheciaceae. Loài này được (Mont.) Ignatov & Vanderpoorten mô tả khoa học đầu tiên năm 2009.